# Pselliophora bicinctifer
Pselliophora bicinctifer är en tvåvingeart som beskrevs av Alexander 1922. Pselliophora bicinctifer ingår i släktet Pselliophora och familjen storharkrankar. Inga underarter finns listade i Catalogue of Life.